# Clemens Dammann
Clemens Dammann (* 24. Oktober 1885 in Bühren, Gemeinde Emstek; † 27. November 1965 in Lohne) war ein deutscher Politiker.
Dammann war als Zigarrenarbeiter in Lohne tätig. Als Abgeordneter der CDU gehörte er von der ersten Sitzung am 30. Januar 1946 bis zur letzten am 6. November 1946 dem Ernannten Landtag von Oldenburg an und wurde dort zu Beginn der Wahlperiode zum Sprecher der CDU-Fraktion gewählt.

## Quelle
- Barbara Simon: Abgeordnete in Niedersachsen 1946–1994. Biographisches Handbuch. Hrsg. vom Präsidenten des Niedersächsischen Landtages. Niedersächsischer Landtag, Hannover 1996, S. 69.

| Personendaten    | Personendaten                  |
| ---------------- | ------------------------------ |
| NAME             | Dammann, Clemens               |
| KURZBESCHREIBUNG | deutscher Politiker (CDU), MdL |
| GEBURTSDATUM     | 24. Oktober 1885               |
| GEBURTSORT       | Bühren, Gemeinde Emstek        |
| STERBEDATUM      | 27. November 1965              |
| STERBEORT        | Lohne                          |